# Moutier-Rozeille
Moutier-Rozeille är en kommun i departementet Creuse i regionen Nouvelle-Aquitaine i de centrala delarna av Frankrike. Kommunen ligger i kantonen Felletin som tillhör arrondissementet Aubusson. År 2022 hade Moutier-Rozeille 433 invånare.

## Befolkningsutveckling
Antalet invånare i kommunen Moutier-Rozeille
Referens:INSEE